# 丰园路
39°47′03″N 116°18′26″E / 39.7841579°N 116.3072619°E
丰园路是位于中国北京市丰台区的一条道路。

## 简介
丰园路是万寿路南延工程的一部分。万寿路南延工程是从万丰路南端与丰台北路交汇处的万丰桥南延，过南四环至大兴区金星路的工程。2013年，丰台区抓住第二阶段城南行动计划的机遇，向西计划建成梅市口路西延、京良路这2条跨永定河的交通干道，向南计划建成万寿路南延四环外路段，马家堡西路南延，并启动北京西站南路南延工程建设。
2014年11月，北京市规划委员会丰台分局公示命名“丰科路”、“丰园路”及撤销“郭公庄路”。丰科路北起南四环西路，南到规划京垡路，道路全长大约3700米，红线宽度为50-70米，为城市主干路；丰园路北起规划京垡路、南到丰台区和大兴区的界河碱河，道路全长大约3000米，红线宽度为50-60米，为城市主干路；被撤销的郭公庄路北起六圈路，南到京良路，道路全长大约4100米，为丰科路南段及丰园路北段，因为要命名“丰科路”、“丰园路”，所以撤销了“郭公庄路”。丰科路因在中关村科技园丰台园东区内，丰园路因靠近中关村科技园丰台园东区，故得名。
2014年12月28日，万寿路南延段（金星路-南四环辅路）工程竣工通车。该段位于丰台区和大兴区，是南北方向城市主干路。设计行车时速50至60公里。主路设三上三下六机动车道，两侧设非机动车道及人行道。该段自北至南分别为丰科路、丰园路、芦东路，其中前两条路位于丰台区，芦东路位于大兴区。